# Sildebensmønster
Et sildebensmønster er et mønster, hvori fx fliser er lagt. Det er lagt således, at ingen fliser ligger helt parallelt med hinanden. Hvis man lægger et sildebensmønster med fliser, skulle det færdige resultat gerne minde om måden, hvorpå knoglerne sidder på en sild eller en anden lignende fisk.